# Hans Peter Hauschild
Hans Peter Hauschild (* 2. September 1954 in Gießen/Lahn; † 4. August 2003 in Berlin) war ein deutscher Kulturwissenschaftler, Diplom-Pädagoge und AIDS-Aktivist.

## Leben
Hans Peter Hauschild, einziges Kind sudetendeutscher Kriegsflüchtlinge, gründete während des Studiums der Heil- und Sonderpädagogik an der Justus-Liebig-Universität einen Freizeitverein für Menschen mit und ohne geistige Behinderung mit der Idee, „soziale Grenzen zu verlernen“. Schon bald entstand daraus eine gemischte Kommune, die sich vom Zeitgeist der 1970er Jahre durch ihre enge Anbindung an eine katholische Kirchengemeinde unterschied. Das Projekt überzeugte zunächst, so dass der Caritasverband Gießen ein weiteres Haus einrichtete, in welchem nach diesem Konzept unter Hans Peter Hauschilds Leitung gearbeitet wurde. Diese große katholische „Familie“ aus behinderten und nicht behinderten Menschen war für ihn Alternative zur Kleinfamilie. Der Bischof von Mainz akzeptierte jedoch nicht, dass Hauschild, inzwischen Ehemann und Vater einer Tochter, in aller Öffentlichkeit schwule Beziehungen pflegte. So kam es zum Bruch, und Hauschild zog nach Frankfurt am Main um.
Dort war Hauschild am Aufbau der örtlichen Aidshilfe beteiligt und bis 1988 deren erster Geschäftsführer. Er wurde danach zum Landesvorstand der AIDS-Hilfe Hessen gewählt und war als HIV-Referent der AIDS-Hilfe Frankfurt tätig. 1990 wurde er in den Bundesvorstand der Deutschen Aidshilfe gewählt.
Hans Peter Hauschild war maßgeblich an der Entwicklung des an Public Health-Programme der WHO angelehnten Konzepts der „Strukturellen Prävention“.  beteiligt. Es beruht auf dem Ansatz, dass das Verhalten von Menschen in Bezug auf ihre Gesundheit von den Verhältnissen abhängt, in denen sie leben. Das heißt: Sie werden ihre Gesundheit und die anderer Menschen vor allem dann schützen, wenn sie mit ihrer Lebensweise akzeptiert werden und gleichberechtigten Zugang zu Prävention und Gesundheitssystem haben. Weil Menschen in den vulnerablen Gruppen mit höherem Risiko, sich mit HIV oder anderen sexuell übertragbaren Krankheiten zu infizieren, häufig Diskriminierung und Ausgrenzung erfahren, bedeutet strukturelle Prävention, Menschen in ihren Lebenswelten stärken und auf Augenhöhe einbeziehen, Vielfalt fördern und für sexuelle Rechte und Emanzipation eintreten. Das Konzept der strukturellen Prävention ist bis heute tragender Gedanke der HIV-Prävention in Deutschland.
Später engagierte sich Hans Peter Hauschild in einer Beratungsstelle von Pax Christi für humanitäre Härtefälle. In der deutschen Sektion dieser internationalen katholischen Friedensbewegung widmete er sich vor allem der Flüchtlingsarbeit. Mitte der 1990er Jahre wurde bei Hauschild Vollbild AIDS diagnostiziert; er wurde in dessen Folge berentet. Er promovierte an der philosophischen Fakultät der Humboldt-Universität als Kulturwissenschaftler. In seiner Dissertation beschäftigte er sich mit „Marienwallfahrt als Globalisierungspraxis“ (1999). Es folgte unter anderem das Buch „Mystik des Sterbens. Wege christlicher Hoffnung inmitten der Angst“ (2002).
Hans Peter Hauschild starb am 4. August 2003. Er ist der erste Verstorbene, der auf dem Alten St.-Matthäus-Kirchhof Berlin-Schöneberg im Gemeinschaftsgrab Denk mal positHIV beigesetzt wurde, einer Gemeinschaftsgrabstelle für Menschen, die an den Folgen von HIV und Aids verstorben sind.

## Würdigungen
Zu Hauschilds Ehren verleiht die Deutsche Aidshilfe seit 2011 den Hans-Peter-Hauschild-Preis, mit dem besondere Verdienste um die strukturelle Prävention gewürdigt werden.
2018 wurde in Hauschilds Geburtsstadt Gießen das Hans-Peter-Hauschild-Haus eingeweiht. Dort befinden sich neben der Verwaltung der Aidshilfe Gießen e.V. u. a. ein Begegnungszentrum, das von verschiedenen Projekten und Partnern für Beratungsangebote genutzt werden.

## Einzelveröffentlichungen
- lokal mobil gobal. Marienwallfahrt als Globalisierungspraxis. Druck- und Verlagshaus Thaur, Wien/München 1999. ISBN 978-3-85400-101-0.
- Mystik des Sterbens. Wege christlicher Hoffnung inmitten der Angst. St. Benno Verlag, Leipzig 2002. ISBN 978-3-7462-1515-0.
- Fluchtversuche. Das Leben des Miro Sabanovic zwischen Familienterror, Bahnhof Zoo und Ausländerbehörde. MännerscharmSkript Verlag, Hamburg 2002. ISBN 978-3-935596-12-1.
- Fleisches Theologie. Bemerkung zum In-Eins von Religion und Erotik. Lit-Verlag Münster 2004. ISBN 3-8258-6897-4.

## Beiträge in Zeitschriften und Sammelwerken
- Betende Roboter. Ein zeitnahes Zukunftsmärchen; in: Wort und Antwort Nr. 3/2003 S. 126–131
- Liebet eure Feinde! (Kurzfassung in Lettre, Zeitschrift für internationale Kultur und Politik, März 2003)
- Sebastiana – oder: Die Neuschöpfung in 7 Tagen; ein intersexuelles Märchen. In: Werkstatt schwule Theologie, Nr. 2/2002 9. Jahrgang S. 154–168
- Von Miro lernen? In: Fluchtversuche: Das Leben des Miro Sabanovic zwischen Familienterror, Bahnhof Zoo und Ausländerbehörde; Hamburg 2002
- City Wallfahrt der IKvu – Ein Vorschlag für Berlin 2003; in: QuerBlick, der Rundbrief der Ikvu Nr. 4/2001 S. 22–24
- Ökumene heißt Freude an der Differenz: PerspektiveN des Heiligen Geistes; in: QuerBlick, der Rundbrief der IKvu Nr. 2/2001
- Sexuelle Überschreitung als spiritueller Weg; in: Mielchen/Stehling (Hg.): Schwule Spiritualität und Sinnlichkeit; Hamburg 2001
- Coming out der Extraklasse, oder: Kritische Fragen zum Umgang deutscher Schwuler mit Ausländern; in: Dokumente lesbisch-schwuler Emanzipation des Fachbereichs für gleichgeschlechtliche Lebensweisen, Nr. 19, 1. Aufl. 2001
- Eine politische Ökumene für Berlin 2003! In: QuerBlick, der Rundbrief der Ikvu Nr. 4/2000
- Obsession: Verfall, über Epiphanien in Dunkelraum und S-Bahn (1999, universitätsintern)
- Quartärprävention: Kompetent hoffen!; in: AIDS-Forum D.A.H.: Leben mit Behinderung, Berlin 1999
- Schwules Coming Out bei Flüchtlingen und Migranten; in: Handbuch Migration für AIDS-Hilfen, AIDS-Fachkräfte und andere im AIDS-Bereich tätige, erstellt von: Archiv für Sozialpolitik in Kooperation mit dem Verband der Initiativgruppen in der Ausländerarbeit und der Deutschen AIDS-Hilfe, Berlin 1998
- Humanitäre Härtefälle; in: Handbuch Migration für AIDS-Hilfen, AIDS-Fachkräfte und andere im AIDS-Bereich tätige, erstellt von: Archiv für Sozialpolitik in Kooperation mit dem Verband der Initiativgruppen in der Ausländerarbeit und der Deutschen AIDS-Hilfe, Berlin 1998
- Noch zehn Jahre strukturelle Prävention?; in: AIDS-Forum D.A.H. Band XXXIII: Strukturelle Prävention, Ansichten zum Konzept der Deutschen AIDS-Hilfe, Berlin 1998
- Merda – liebender Aus-Druck, Pier Paolo Pasolinis politische Mystik (1996, universitätsintern)
- Wandlung. Vom Elend der Subjektivität zum Fest der freien Menschen; in: J.A. Kleber (Hg.): Die Äpfel der Erkenntnis, Zur historischen Soziologie des Essens, Pfaffenweiler 1995
- Wandlungen von A.I.D.S. zu EZ, Transsubstantitionen, denn die Liebe ist stärker als der Tod; in: Dunde, Siegried Rudolf (Hg.): Die Angst verlieren. Schwules Leben in Zeiten von Aids. Hamburg 1994 S. 113–125
- Trauerkultur; in: AIDS-Forum D.A.H. Sonderband: Zehn Jahre Deutsche AIDS-Hilfe, Geschichte und Geschichten, Berlin 1993
- AIDS-Hilfe als Prozess. Zum Widerspruch von Prävention und Emanzipation; in: U. Gooß, H. Gschwind (Hg.): Homosexualität und Gesundheit, Berlin 1989
- AIDS als Thema der Erwachsenenbildung; Texte zur Gesundheitsbildung; Pädagogische Arbeitsstelle des Deutschen Volkshochschulverbandes, Frankfurt/Main 1988